# تابوريتيون

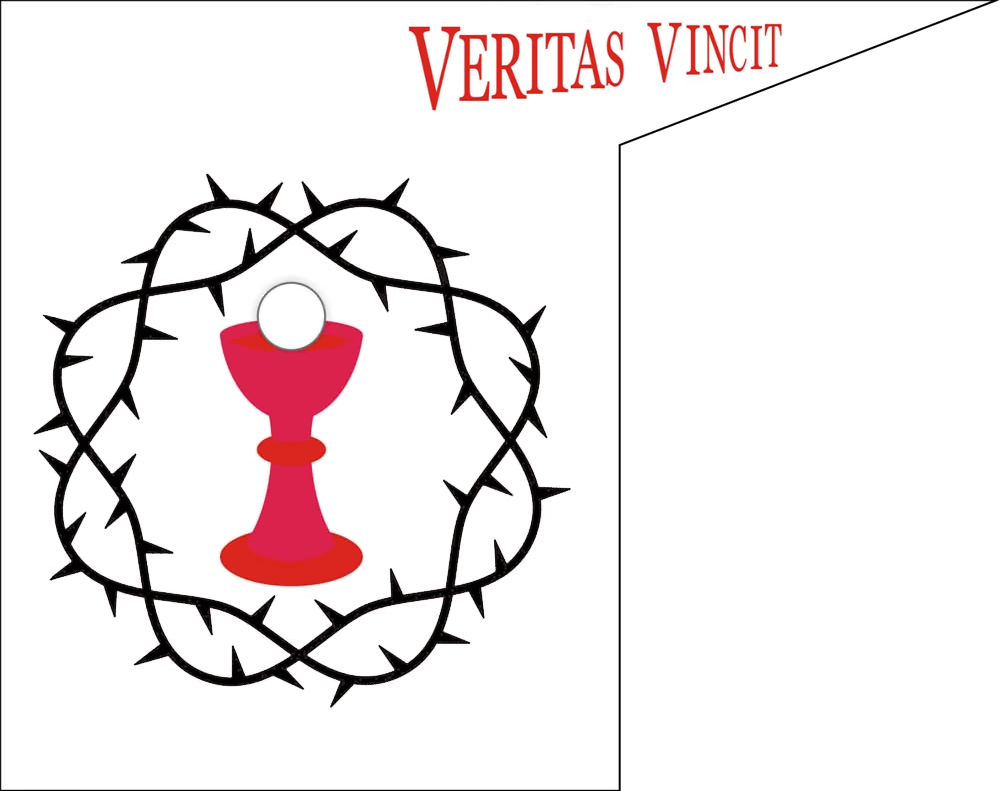

التابوريون أو الطابوريون بالإنجليزية (Taborites) هم جماعة من أتباع يان هوس تميزوا براديكالية شديدة ظهروا خلال القرن الخامس عشر الميلادي خلال حروب الهوسيين وتمركزوا في مدينة (طابور) في بوهيميا التي جائت تسميتهم نسبة إليها. 

## الخصائص
رفض الطابوريون الاعتقاد بالحضور الحقيقي للمسيح في العشاء الرباني. وكذلك لم يبالوا بالمراسيم والطقوس، بالنسبة لهم كانت حروب الهوسيين بداية نهاية العالم وتوقعوا أن يبدأ العصر الثالث ليواكيم الفيوري بعد إبادة اعدائهم حيث سيحل الغباب التدريجي للمعاناة أو الحاجة الجسديتين، ضمن مجتمع الحب والسلام من دون ضرائب أو ملكيات أو طبقات اجتماعية.

 

### الحروب الهوسية
مقالة منفصلة: حروب الهوسيين
نشأت بسبب انتشار مذهب هوس في بوهيميا ومورافيا، وكانت طبيعة هذه الحروب دينية، كما كانت قومية (إذ قام بين التشيك المعتنقين المذهب الهوسي، والألمان الكاثوليك) وكان النضال ذا ناحية اجتماعية أيضاً (بين التابوريين الراديكاليين الذين جاء أكثرهم من طبقة الفلاحين، وبين أنصار الأوتراكيين المعتدلين الذين وجدوا في النبلاء التشيكيين سنداً ونصيراً). فثار الهوسيون 1819 ليحولوا دون اعتلاء سيغسموند عرش بوهيميا. وهُزم الهوسيون تحت قيادة ززكا، وبعد 1425 تمكنوا من هزيمة سيجسموند تحت قيادة بروكوبيوس الأعظم، وغزوا سيليزيا (1425 – 36) وفرانكونيا (1429 – 30). عقد في بازل معاهدة صلح (1433) وعاد على إثرها المعتدلون من الهوسيين إلى أحضان الكنيسة الكاثوليكية، ولكن الأنصار التابوريين رفضوا هذه التسوية. لتنشب بسبب ذلك معركة ليباني (1434) التي تعد آخر صفحات حروب الهوسيين حيث تمت هزيمة الهوسيين الراديكاليين وأدت تلك الهزيمة إلى اعترافهم بسيغيسموند ملكا على بوهيميا.